# L'Esclave du pharaon
Pour plus de détails, voir Fiche technique et Distribution.
L'Esclave du pharaon ou Joseph vendu par ses frères pour son édition vidéo (Giuseppe venduto dai fratelli) est un film italo-yougoslave réalisé par Irving Rapper et Luciano Ricci, sorti en 1961.

## Synopsis
Au pays de Canaan, Joseph est le fils favori de son père Jacob parmi les douze qu'a le patriarche. Ses aînés jalousent son don à interpréter les rêves et montent un stratagème pour faire croire à leur père qu'il est mort alors qu'ils l'ont vendu à un marchand d'esclaves égyptien. Joseph est acheté par Potiphar, le surveillant des prisons de Pharaon et gagne sa confiance en lui sauvant la vie. Mais, lorsqu'il repousse les avances d'Henet, l'épouse frustrée de Potiphar, celle-ci, humiliée, l'accuse d'agression et il est emprisonné. En cellule, ses facultés à prophétiser les rêves parviennent aux oreilles du pharaon qui lui demande d'interpréter un songe que ses conseillers sont incapables d'expliquer. Joseph lui révèle qu'après sept ans de prospérité l'Égypte subirait sept ans de famine. En faisant engranger suffisamment de blé, il sauve l'Égypte de la pénurie et son succès suscite la jalousie du noble égyptien Rekmira qui conspire avec la Syrie pour renverser son pharaon. Joseph déjoue leur l'attaque et devient ainsi le puissant conseiller du pharaon. C'est en vendant du grain aux pays voisins victimes de la grande famine qu'il revoit ses frères et que la joie de ses retrouvailles avec son père et son frère cadet Benjamin lui font pardonner la trahison de ses aînés.

## Fiche technique
- Titre original : Giuseppe venduto dai fratelli
- Titre français : L'Esclave du pharaon
- Titre édition vidéo française : Joseph vendu par ses frères
- Réalisation : Irving Rapper, Luciano Ricci
- Scénario : Guglielmo Santangelo, Ennio De Concini et Oreste Biancoli
- Adaptation française	: Jacques Michau
- Dialogues français : Lucette Gaudiot
- Décors : Oscar D'Amico, Ennio Michettoni
- Costumes : Maria De Matteis
- Photographie : Riccardo Pallottini
- Son : Raffaele Del Monte, Mario Messina
- Montage : Mario Serandrei
- Musique : Mario Nascimbene
- Producteurs : Luigi Carpentieri, Ermanno Donati
- Sociétés de production : Cosmopolis (Italie), Jolly Film (Italie), Dubrava Film (Yougoslavie)
- Sociétés de distribution : Colorama Features, Capitol Films, Société nouvelle de cinéma (France)
- Pays d'origine :  Italie,  Yougoslavie
- Langues originales : anglais, italien
- Format : 35 mm — couleur (Eastmancolor) — 2.35:1 (Totalscope) — son monophonique
- Genre : péplum, film dramatique
- Durée : 103 minutes
- Dates de sortie :
  - Italie : 21 août 1961
  - France : 30 novembre 1962
- (fr) Classification CNC : tous publics (visa d'exploitation no 26498 délivré le 12 novembre 1962)

## Distribution
- Geoffrey Horne (V.F : Michel Cogoni) : Joseph
- Robert Morley (V.F : René Blancard) : Potiphar
- Belinda Lee (V.F : Jacqueline Carrel) : Henet
- Vira Silenti (V.F : Mireille Darc) : Asnath
- Mario Girotti : Benjamin
- Carlo Giustini (V.F : Jacques Deschamps) : Ruben
- Finlay Currie (V.F : Fernand Fabre) : Jacob
- Arturo Dominici (V.F : Raymond Loyer) : Rekmira
- Robert Rietty (V.F : Jean Claudio) : le pharaon
- Charles Borromel (V.F : Claude Joseph) : Dan
- Mimo Billi (V.F : Jacques Dynam) : le grand échanson
- Dante Di Paolo : Siméon, frère de Joseph
- Marco Guglielmi : Juda, frère de Joseph
- Marietto : Benjamin enfant
- Gianni Solaro : médecin de Potiphar
- Van Aikens : esclave de Potiphar
- Julian Brooks : le boulanger

## Tournage
- Intérieurs : Titanus Studios (Rome).